# Меркушов Віктор Тимофійович
Віктор Тимофійович Меркушов (30 липня 1949) — український державний діяч; член Національної комісії, що здійснює державне регулювання у сфері енергетики (з січня 2012); президент Всеукраїнської благодійної організації «Ліга енергоефективності України». Академік Української муніципальної академії.

## Біографія
Народився 30 липня 1949 року в селі Старі Кодаки на Дніпропетровщині. Закінчив Дніпропетровський інститут інженерів залізничного транспорту (1968—1973), інженер шляхів сполучення. ВПШ при ЦК КПУ (1983—1985); Кандидат наук (2000).
- 1964—1968 — учень Дніпропетровського технікуму автоматики та телемеханіки.
- 1968—1973 — студент Дніпропетровського інституту інженерів залізничного транспорту.
- 1973—1983 — начальник науково-дослідного бюро, заступник начальника колісного цеху, секретар парткому Дніпропетровського вагоноремонтного заводу імені Сергія Кірова.
- 1983—1985 — слухач Вищої партійної школи при ЦК КПУ.
- 1985—1986 — заступник голови виконкому Кіровської райради міста Дніпропетровська.
- 1986—1991 — другий секретар, перший секретар Кіровського райкому КПУ міста Дніпропетровська.
- 1991—1992 — генеральний директор ПКФ «Мета Лтд».
- З березня 1990 — депутат Дніпропетровської міськради, квітень 1993-липень 1994 — голова Дніпропетровської міськради і виконкому.
- З 1994 по 1995 — Президент Асоціації міст України.
- З 5 листопада 1997 по 20 червня 2001 — Голова Державного комітету України з енергозбереження[4][5].
- З серпня 2001[6] по липень 2004[7], з липня 2006[8] по грудень 2011[9] — член Національної комісії регулювання енергетики України.

## Парламентська діяльність
Народний депутат України 2-го скликання з квітня 1994 (2-й тур), Кіровський виборчий округ № 78, Дніпропетровської області, висунутий трудовим колективом. Керівник групи «Єдність» (до вересня 1997). Член Комісії з питань законності і правопорядку (1994—1995), Комісії (комітету) з питань економічної політики та управління народним господарством (з 1997). Член Постійної парламентської делегації ВР України в Раді Європи.

## Нагороди
- Орден «За заслуги» III ступеня (серпень 1997)[10].